# Zentay László
Zentay László (Budapest, 1943. április 11. – Érd, 2022. április 29.) Balázs Béla-díjas magyar operatőr.

## Életpályája
Szülei: Zentay István és Sándor Gertrúd. 1965-től a Magyar Televízió operatőre. 1976–1979 között a Színház- és Filmművészeti Főiskola operatőr szakos hallgatója volt. 1996–2000 között a Magyar Televízió főoperatőre volt.

## Filmjei
- Egy esküdtszéki tárgyalás (1970)
- Hölgyválasz (1971)
- Magyarország kisvasútjai (1971)
- Magyar tájak (1973–1991)
- Zenés TV színház (1973–1977)

- Házi háború (1973)
- Bánk bán (1975)
- Sakk-matt (1977)
- LGT Show (1979)
- Isztambuli vonat (1979)
- Pori Jazz (1980–2001) (évente 10 koncert)
- Glembay Ltd. (1981)
- Optimisták I–VII. (1981–1982)
- A búcsú (1985)
- Boldogtalanok (1985)
- Queen-koncert (1986)
- Szent család (1988)
- A hét akasztott története (1988)
- Az erősebb (1989)
- Audiencia (1989)
- Nem érsz a halálodig (1990)
- Vipera (1990)
- Maniac Nurses (1991)
- Területrendezés (1991)
- Mezítláb – Divatportrék (1991–1992)
- Angyali üdvözlet (1993)
- Magyar ereklyék, szent jelképek (1993)
- Európa messze van I–IV. (1994)
- In memoriam Halász Mihály (1995)
- Az infánsnő születésnapja (1995)
- Valencia-rejtély (1995)
- Két arc (1995)
- Pisztácia (1996)
- TV a város szélén (1998)
- 7-es csatorna (1999)
- Heti Hetes (1999–2017)
- Pasik! (2000–2002)
- Magyar elsők (2003)
- Folytassa, Claudia! (2003)
- Barátok közt (2007–2009)

## Díjai, elismerései
- Filmkritikusok díja (1981, 1982, 1989, 1996)
- Balázs Béla-díj (1996)
- Az Év operatőre (1997)